# Eburia distincta
Eburia distincta là một loài bọ cánh cứng trong họ Cerambycidae.